# صومعه جورج قدیس (پراست)
صومعهٔ جورج قدیس (به انگلیسی: St George Monastery) صومعه‌ای است متعلق به نظام سنت بندیکت؛ که در جزیرهٔ کوچکی در خلیج کوتور، در نزدیکی شهر پراست، مونته‌نگرو واقع شده‌است.
صومعهٔ جورج قدیس در سال ۱۸۸۶ میلادی بنیان‌گذاری شد.

## نگارخانه

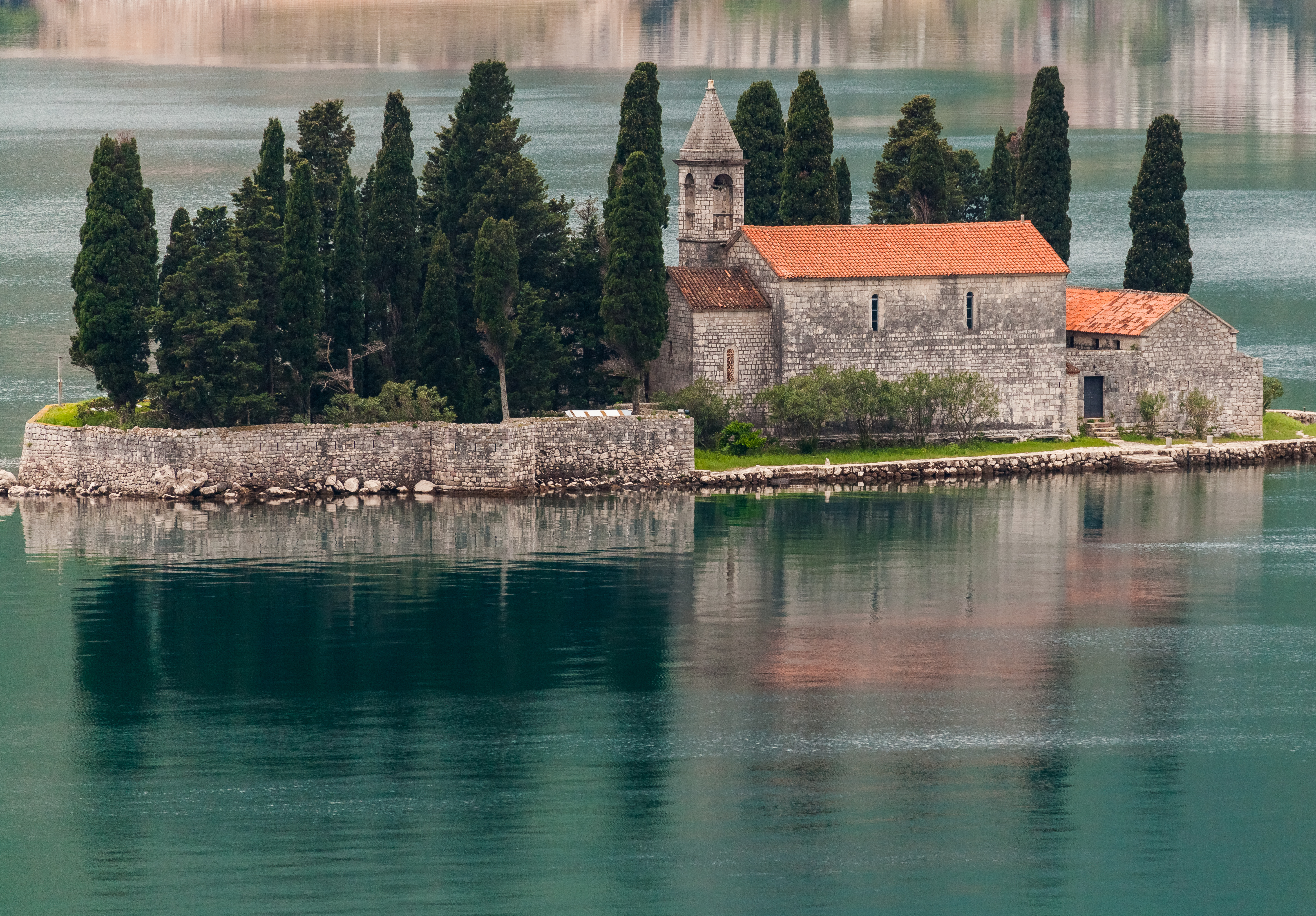
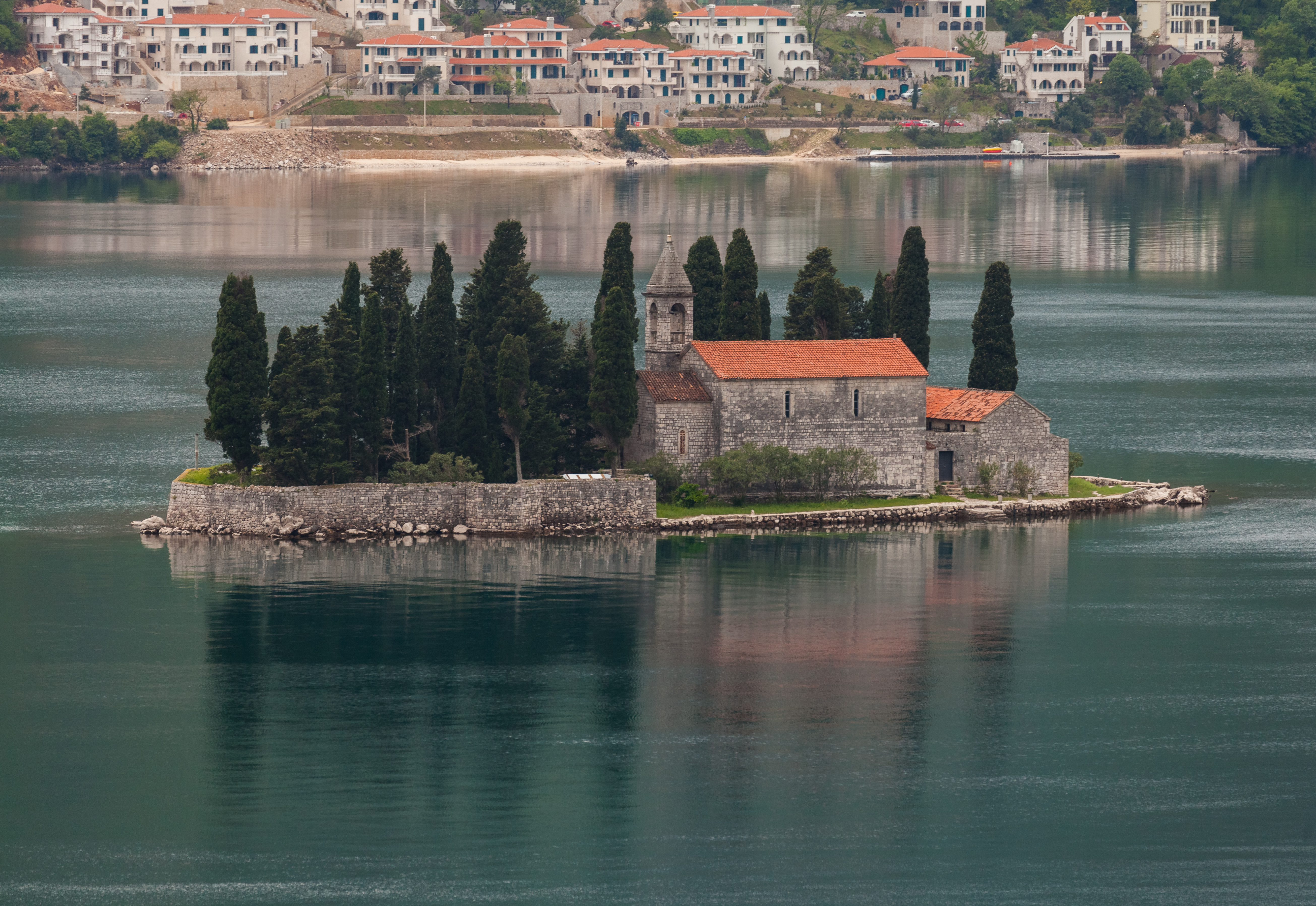
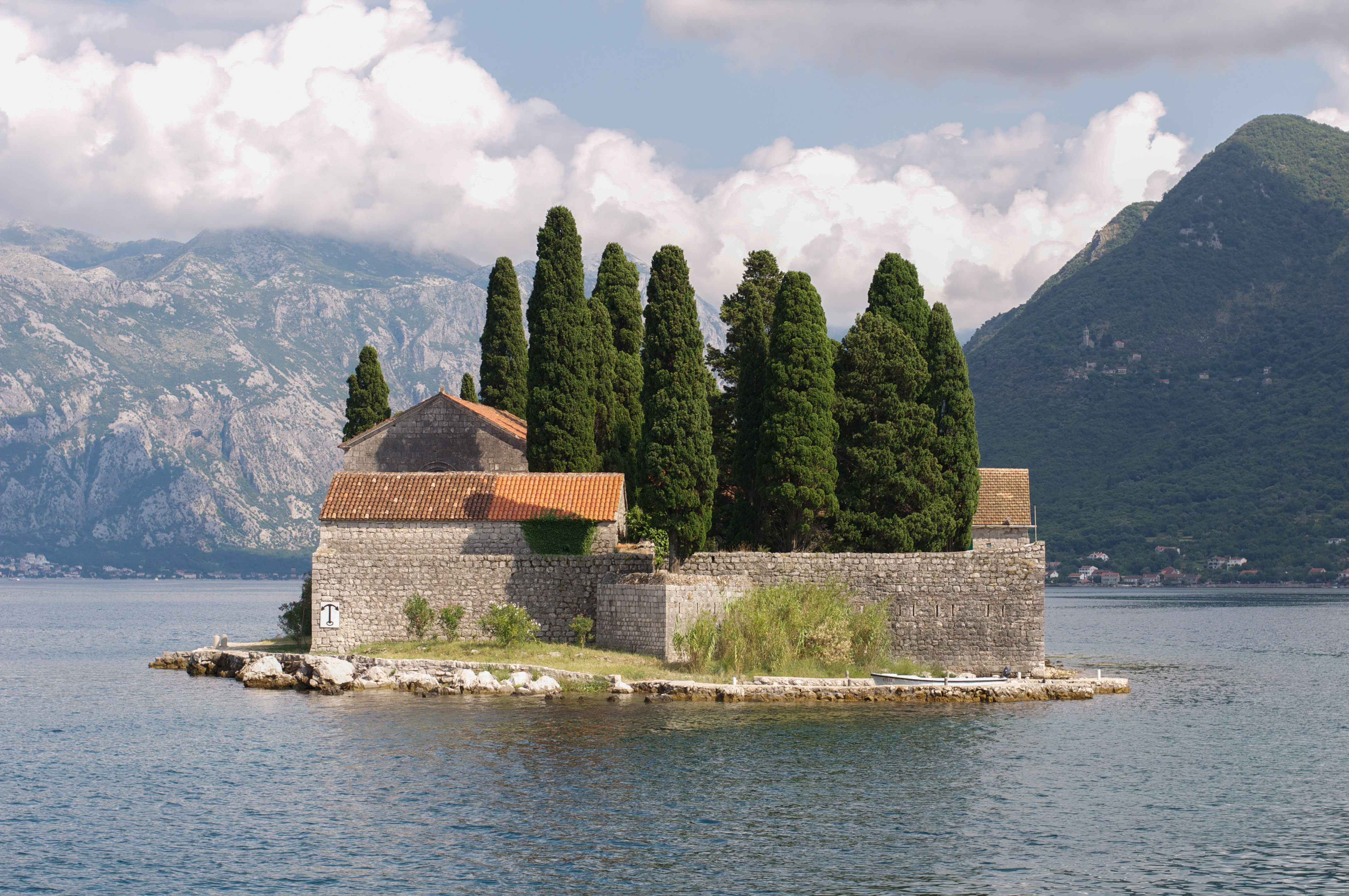
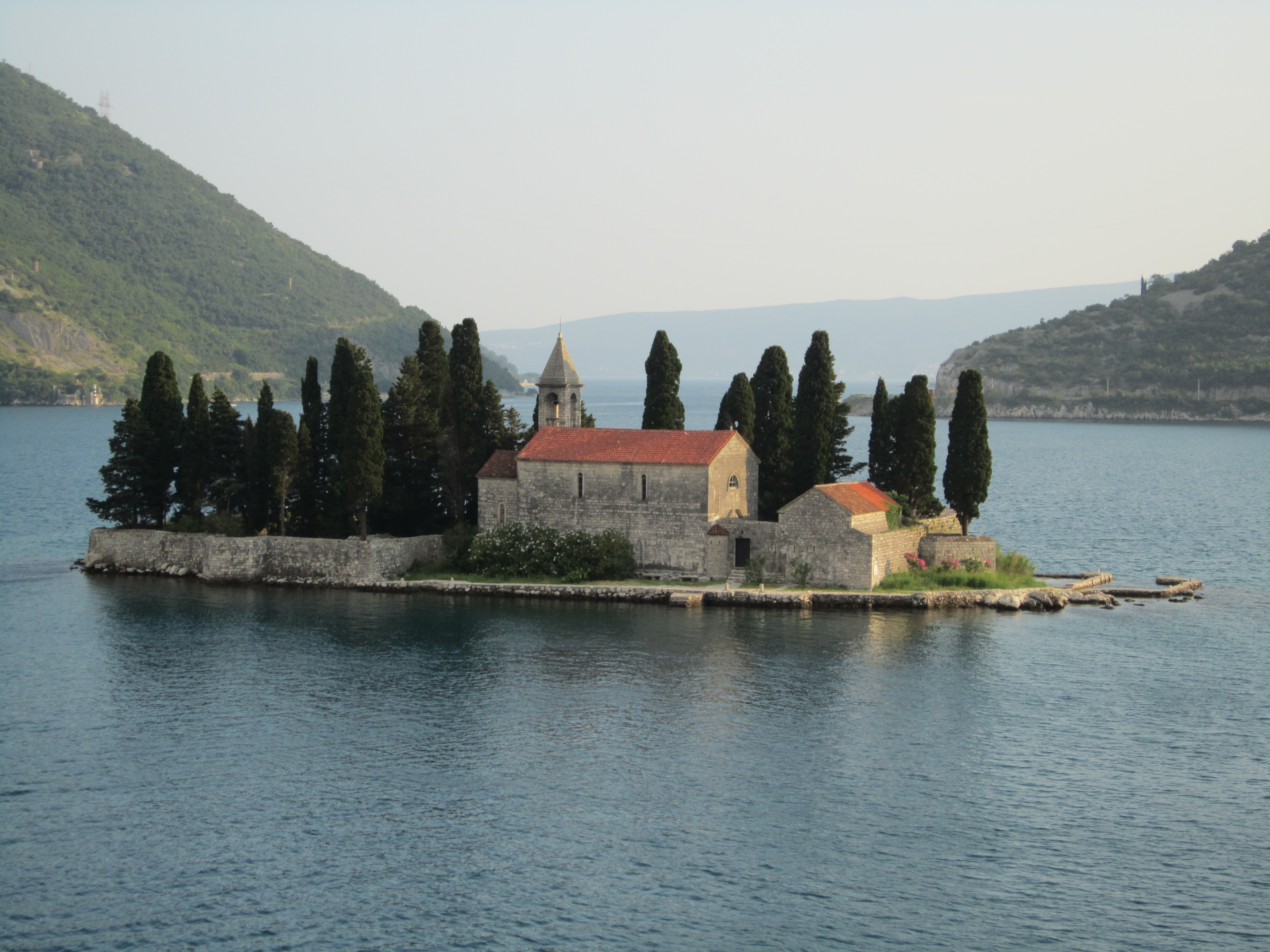